# Phân họ Lúa
Oryzoideae (đồng nghĩa với Ehrhartoideae) là một phân họ của họ cỏ thật sự họ Poaceae. Nó gồm khoảng 120 loài trong 19 chi, đặc biệt bao gồm loại ngũ cốc quan trọng lúa. Trong số các loài cỏ, phân họ này là một trong ba phân họ thuộc nhánh đa dạng về loài BOP, tất cả đều sử dụng quang hợp C3; nó là dòng gốc của nhánh.
Nó chứa bốn bộ và một chi có vị trí không rõ ràng (incertae sedis): Suddia (được cho là thuộc bộ Phyllorachideae). Các phân tích phát sinh chủng loại đã xác định thứ tự phân nhánh của các nhóm phát sinh trong phân họ:
|  | Bambusoideae (Bamboos) |
|  |                        |
|  | Pooideae               |
|  |                        |

|  | Ehrharteae                                                  |
|  |                                                             |
|  | \| \| Phyllorachideae \| \| \| \| \| \| Oryzeae \| \| \| \| |
|  |                                                             |
|  | Phyllorachideae                                             |
|  |                                                             |
|  | Oryzeae                                                     |
|  |                                                             |

|  | Phyllorachideae |
|  |                 |
|  | Oryzeae         |
|  |                 |

|  | Ehrharteae                                                  |
|  |                                                             |
|  | \| \| Phyllorachideae \| \| \| \| \| \| Oryzeae \| \| \| \| |
|  |                                                             |
|  | Phyllorachideae                                             |
|  |                                                             |
|  | Oryzeae                                                     |
|  |                                                             |

|  | Phyllorachideae |
|  |                 |
|  | Oryzeae         |
|  |                 |